# Racosa
La Racosa (o Ragosa, pronuncia Racósa) è un piccolo torrente della Toscana affluente di sinistra del torrente Roglio a sua volta affluente del fiume Era e dell'Arno.
Nasce nei pressi dell'abitato di Montecchio (PI) a 126 m s.l.m., tra quest'ultimo e la Via del Molino tra Peccioli e Fabbrica. Scorre per circa 6 km interamente nel territorio comunale pecciolese e sfocia nel Roglio a Nordest di Peccioli (PI) subito a Nord della località Poggio al Pino. Lungo il suo corso incide una valle stretta e graziosa tra le colline sabbiose dell'alta valdera, in uno dei paesaggi più caratteristici del luogo, ovvero l'area rurale de Le Serre in comune di Peccioli.